# دار الظفر (بعدان)

تعديل مصدري - تعديل

دار الظفر هي إحدى قرى عزلة حيسان بمديرية بعدان التابعة لمحافظة إب، بلغ تعداد سكانها 218 نسمة حسب تعداد اليمن لعام 2004.